# Alexander Pellhammer
Alexander Pellhammer OCist (* 12. Oktober 1695 in Kemnath, Oberpfalz; † 25. Oktober 1761 in Fürstenfeldbruck; getauft am 24. Oktober 1695 als Johann Baptist Pellhammer) war ein deutscher Zisterzienser und Abt des Klosters Fürstenfeld.

## Leben
Alexander Pellhammer legte 1714 in der Zisterzienserabtei Fürstenfeld seine Ordensgelübde ab. Sieben Jahre später wurde er zum Priester geweiht. Danach war er Superior an der Wallfahrtskirche in Inchenhofen im Rentamt München, bis er am 15. Februar 1745 zum Abt des hochverschuldeten Klosters Fürstenfeld gewählt wurde. Mit Hilfe privater Spender gelang es ihm, die Finanzen so weit zu sanieren, dass er den 1691 begonnenen barocken Neubau des Klosters abschließen konnte.
In der Klosterkirche St. Mariä Himmelfahrt ließ er nach den Entwürfen des Malers, Stuckateurs und Bildhauers Egid Quirin Asam einen neuen Hauptaltar und neun Seitenaltäre errichten, außerdem den Turm und viele weitere Bauten und Ausstattungselemente. Auch die Klosterapotheke wurde vergrößert. 1747 wurde die Fassade mit dem prächtigen Hauptportal fertiggestellt, drei bzw. sechs Jahre später die beiden Seitenportale.